# Paris Saint-Germain FC
Paris Saint-Germain Football Club meestal aangeduid als PSG of Paris Saint Germain is een Franse voetbalclub uit de hoofdstad Parijs. Opgericht in 1970 als fusieclub, maar maakte in 2011 zijn opmars door de overname door Qatar Sports Investments. Het is met zesenveertig nationale en internationale titels de meest succesvolle club van Frankrijk en speelt sinds 1974 onafgebroken op het hoogste niveau, langer dan elke andere club in de Franse competitie. De traditionele uitrusting van PSG bestaat uit een blauw en rood tenue. Het stadion van de club is Parc des Princes. Paris Saint-Germain veroverde een recordaantal van dertien landstitels.
De aartsrivaal van PSG is Olympique Marseille, de wedstrijden tussen beide clubs staan bekend als Le Classique.

## Geschiedenis

### Voorloper

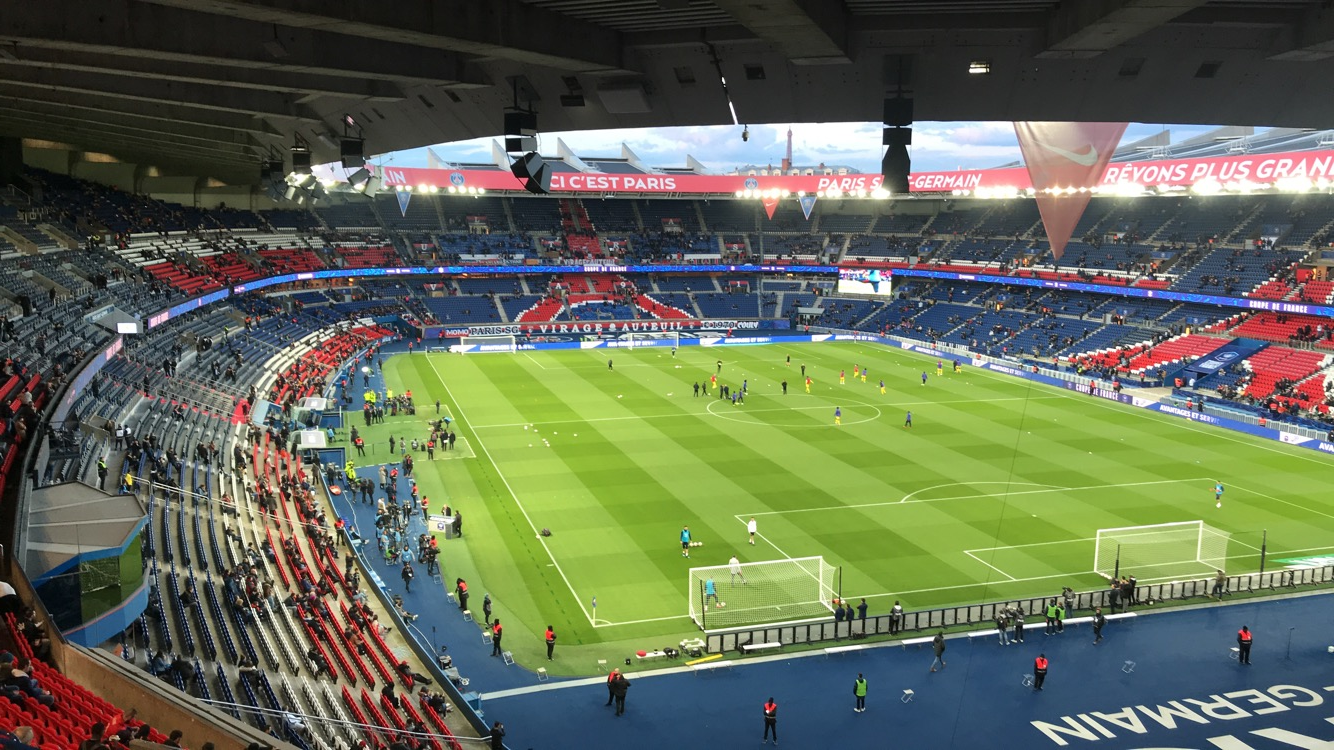
Parc des Princes

In 1904 werd Stade Saint-Germanois opgericht na de inhuldiging van het Camp des Loges in het bos van Saint-Germain-en-Laye. Félix Boyer werd de eerste voorzitter van de club. Tot 1921 maakte de club deel uit van de USFSA-bond, waarna ze omschakelden naar de FIFA. In 1957 werd de club kampioen van Parijs en speelde het dertien seizoenen in de amateurklasse. In 1969 bereikte de club de kwartfinale van de Coupe de France en verloor daar van Olympique Marseille.

### Fusie
In 1970 werd de club derde en promoveerde het naar de Division 2, die ook toegankelijk werd voor amateurclubs. Parallel met de promotie liep het project om een nieuwe topclub te lanceren in de hoofdstad met de naam Paris FC. De club wilde meteen starten in de hoogste klasse, maar dat lukte niet. Met grote clubs als RC Paris, Stade Français en CA Paris, die het niet meer konden waarmaken, had Parijs nood aan een nieuwe club. Paris FC kreeg dan het idee om te fuseren met Stade Saint-Germain. Op 26 juni 1970 werd de fusie tussen Paris FC en Stade Saint-Germain een feit en was Paris Saint-Germain geboren. De eerste officiële wedstrijd van de club was op 23 augustus 1970 tegen Stade Poitiers (1-1). Aan het einde van het seizoen werd de club kampioen en promoveerde het naar de hoogste klasse. De club werd daardoor een profclub.
De stad Parijs besloot om de club te subsidiëren voor vier seizoenen op drie voorwaarden.
- De club moest in de hoogste klasse blijven
- De club moest uiteindelijk verhuizen naar het Parc des Princes
- Twee leden van de gemeenteraad moesten toegelaten worden tot het bestuur van Paris Saint-Germain.

De eerste wedstrijd in de Division 1 op 11 augustus 1971 werd verloren van SCO Angers met 2-0. Op 21 december vond in de gemeenteraad van Parijs een stemming plaats om de naam van de club te veranderen in Paris FC. 46 stemmen waren voor en 44 stemmen waren tegen. Als deze nieuwe voorwaarde niet aanvaard werd door de club, kreeg ze geen subsidies meer en mocht ze niet in het Parc des Princes spelen. De naamsverandering werd niet aanvaard, maar zorgde wel voor consternatie en een uiteindelijke splitsing van de club. Paris FC kreeg het professionele gedeelte van de club terwijl Paris Saint-Germain met het amateurgedeelte overbleef en opnieuw moest beginnen in de derde klasse. Bijna alle supporters volgden Paris FC, terwijl slechts twee secties trouw bleven aan PSG.

### Herstart
Nadat US Quevilly weigerde om te promoveren naar de Division 2 in 1973 kreeg PSG de kans om te promoveren en nam het volgende seizoen opnieuw de profstatus aan. PSG werd ingedeeld in de Divison 2 Groep B en werd vicekampioen achter Red Star Paris. Na een barragewedstrijd tegen US Valenciennes promoveerde de club naar de hoogste klasse. Ironisch genoeg was het Paris FC dat dat seizoen uit de hoogste klasse degradeerde. Daniel Hechter werd nu voorzitter van de club in de plaats van Henri Patrelle. Hechter zou tot 1978 voorzitter blijven. In de competitie was de club slechts een middenmoter en leek niet de verhoopte successen te behalen. Sterspelers uit deze tijd waren Jean-Pierre Dogliani, Mustapha Dahleb en François M'Pelé.

### Succesperiode
In 1978 werd Francis Borelli voorzitter van PSG, wat hij tot 1991 zou blijven. In 1979/80 werd de club zevende, de beste prestatie tot dan toe. Het volgende seizoen deed de club het nog beter met een vijfde plaats en in 1982 won de club zijn eerste trofee; de Coupe de France.
Het seizoen 1982/83 werd een nieuw succesverhaal. De club mocht voor het eerst Europees voetbal spelen in de beker der bekerwinnaars. PSG begon met een verlies tegen Lokomotiv Sofia, maar gaf de club in de terugwedstrijd een veeg uit de pan en plaatste zich voor de achtste finale waar het ook doorstootte. De halve finale leek binnen handbereik na een 2-0 overwinning tegen Thor Waterschei, maar in Waterschei kon de Belgische club met 3-0 winnen. De Ligue 1 bracht troost met een derde plaats en een nieuwe bekeroverwinning.
Na een vierde plaats in 1984 stelde de club teleur in 1985 toen het dertiende werd. In 1985/86 stelde de club echter niet teleur. Precies vijftig jaar nadat Racing Club de Paris de allereerste landstitel veroverde voor de hoofdstad won Paris Saint-Germain zijn eerste landstitel en haalde de titel voor de tweede keer naar Parijs. In de Europacup I stelde de club teleur door in de eerste ronde uitgeschakeld te worden door het Tsjecho-Slowaakse TJ Vítkovice. Belangrijke spelers uit de jaren tachtig waren Carlos Bianchi, Dominique Baratelli, Luis Fernandez, Ivica Surjak, Dominique Bathenay, Dominique Rocheteau en Safet Sušić. PSG was in aanvallend opzicht vooral succesvol door Sušić die in 1985 en 1986, 85 doelpunten en 61 assists voor zijn rekening nam. Hij is in 2004 door France Football verkozen tot de beste speler van PSG aller tijden. Na twee seizoenen in de middenmoot werd de club in 1989 vicekampioen achter Olympique Marseille.

### Frans eigenaarschap

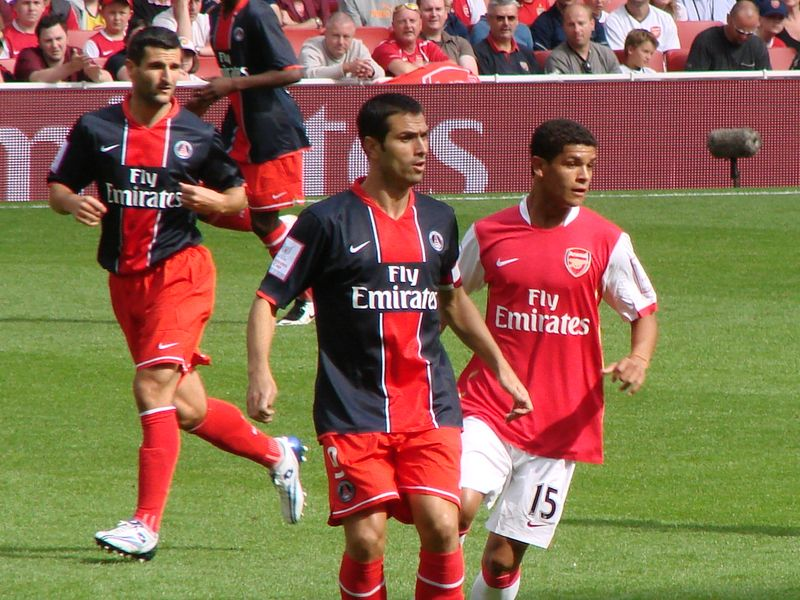
Pedro Pauleta maakte 76 doelpunten in 168 competitiewedstrijden voor PSG (2003-2008)

In 1991 moest voorzitter Borelli gedwongen de controle overgeven aan Canal+, dat in de club investeerde om zo te kunnen concurreren met Marseille. Na een derde plaats in 1992 maakte de club voor het eerst furore in Europa. PSG versloeg onder andere Napoli en Anderlecht, twee clubs die enkele jaren eerder nog Europese finales speelden en ook Real Madrid, een Europese topclub. In de halve finale struikelde de club echter over het Italiaanse Juventus. In de Franse beker trok de club voor de derde keer aan het langste eind na een 3-0 overwinning op Nantes. In de competitie moest de club Marseille opnieuw laten voorgaan, maar door een omkoopschandaal verloor Marseille de titel, die toen aan Paris Saint-Germain toekwam.
Omdat Canal+ vreesde dat abonnees uit de Provence zich tegen de betaalzender zouden keren als PSG de titel aannam dreigde de sponsor ermee te stoppen als de club de titel zou aanvaarden. Hierdoor bleef de titel 1993 niet toegekend. Canal+ wilde zelfs niet dat PSG de plaats van Marseille innam in de UEFA Champions League, nadat de Zuid-Franse club gediskwalificeerd was.
In de Europacup II bereikte de club de halve finale en verloor daar van het Engelse Arsenal. In de competitie nam de club wraak door met acht punten voorsprong de tweede landstitel binnen te halen. In de UEFA Champions League won de club alle zes de groepswedstrijden en schakelde ze in de kwartfinale FC Barcelona uit, maar ging ze daarna onderuit tegen AC Milan. Een ijzersterk FC Nantes zorgde ervoor dat de club zijn landstitel niet kon verlengen en PSG moest genoegen nemen met de derde plaats. Troostprijs dat jaar was een nieuwe bekeroverwinning tegen Strasbourg. In de Europacup II kon de club voor het eerst doorstoten naar de finale en trof daarin Rapid Wien, een andere topclub die nog nooit een Europese beker had gewonnen. Bruno N'Gotty scoorde na 28 minuten en zorgde er zo voor dat Paris Saint-Germain voor het eerst een Europese beker won, de tweede Europese prijs voor een Franse club.
In de competitie bleef de club het goed doen met een tweede plaats achter AJ Auxerre en ook als titelverdediger in de Europacup II slaagde de club erin om opnieuw de finale te halen. Helaas kon de club de titel niet verlengen tegen FC Barcelona. Na een nieuwe tweede plaats in de competitie mocht de club aantreden in de UEFA Champions League, die nu ook toegankelijk was voor de vicekampioenen van grote landen. Na een 3-0 nederlaag tegen Steaua Boekarest leek de groepsfase echter veraf, maar in de terugwedstrijd gaven de Parijzenaars de Roemenen lik op stuk en met een 5-0 overwinning plaatste PSG zich alsnog. In de groepsfase kon de club zich echter niet kwalificeren voor de volgende ronde. In de competitie werd de club achtste, maar mocht opnieuw Europees spelen na een nieuwe bekeroverwinning. In de allerlaatste editie van de Europacup II ging de club helaas roemloos ten onder tegen het Israëlische Maccabi Haifa.

### Overname door Qatar Sports Investments

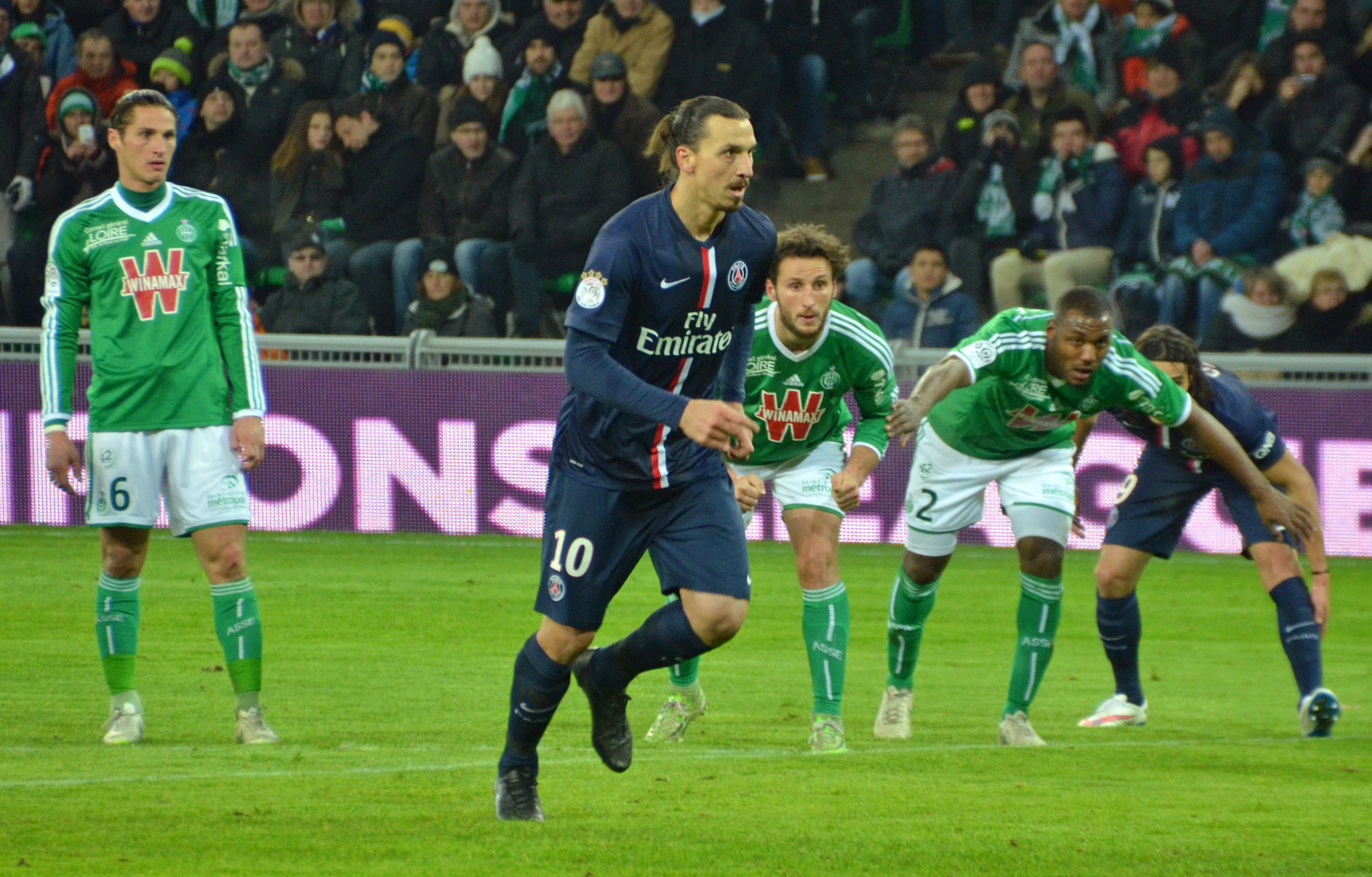
Zlatan Ibrahimović maakte 113 doelpunten in 122 competitiewedstrijden voor PSG

#### Aankopen
In 2011 werd de club gekocht door Qatar Sports Investments, een bedrijf van de Emir van Qatar genaamd Tamim bin Hamad al-Thani. Qatar Sports Investments onder leiding van Nasser Al-Khelaïfi waardoor de hoofdstedelingen plotseling over veel geld beschikten. De clubleiding hoopte hiermee definitief terug te keren aan de top van het Franse voetbal. Bovendien beloofden de Qatarese eigenaars dat de club binnen vijf seizoenen mee zou doen om de UEFA Champions League-winst. Oud-speler Leonardo kwam over van AC Milan voor de functie van technisch directeur. De Qatari pompten direct vele miljoenen in de selectie, maar de allergrootste vedetten leken nog niet direct haalbaar voor de Parijzenaren. De eerste grote uitgaven waren de transfers van de Franse internationals Kevin Gameiro, Jérémy Ménez en Blaise Matuidi, de Malinees international Mohamed Sissoko en de Italiaanse doelman en international Salvatore Sirigu. Op 30 juli 2011 werd bekendgemaakt dat de Argentijnse Javier Pastore voor 42 miljoen euro overkwam van Palermo, Pastore stond ook in de belangstelling van onder andere Chelsea en Real Madrid.
In december 2011 kreeg de hoofdtrainer Antoine Kombouaré te horen dat er voor hem geen toekomst meer was bij PSG. Hij werd vervangen door Carlo Ancelotti, die binnen het internationale voetbal als voetbaltrainer al de nodige roem oogstte. De komst van de Italiaanse toptrainer zorgden ervoor dat tijdens de winterse transfermarkt de Italiaan Thiago Motta en de Braziliaanse internationals Alex en Maxwell tekenden in Parijs. In de zomer van 2012 versterkten de Parijzenaars zich met de sterkhouders van AC Milan: Thiago Silva (42 miljoen euro) en Zlatan Ibrahimović (25 miljoen euro). Ook de Nederlander Gregory van der Wiel werd in de zomer van 2012, vlak voor het sluiten van de transfermarkt, aangetrokken door de club.
Begin januari 2013 haalde PSG de Braziliaan Lucas Moura binnen als nieuwe aanwinst. Op 31 januari tekende David Beckham een contract voor vijf maanden. In de zomer werden Edinson Cavani, Lucas Digne en Marquinhos voor in totaal 114 miljoen euro binnengehaald, met Cavani als recordtransfersom: hij kostte 64 miljoen.
In mei 2014 haalde PSG de Braziliaan David Luiz binnen. Met een transfersom van ongeveer 62 miljoen euro zou de voormalig Chelsea-speler de duurste verdediger van de wereld zijn. Hiermee troefde hij zijn landgenoot Thiago Silva af, die in 2012 voor ongeveer €42 miljoen zou zijn binnengehaald. Ruim een jaar later werd ook Ángel Di María aan de selectie toegevoegd. Zijn club van dat moment incasseerde circa 63 miljoen euro voor de Argentijnse international.

#### Prijzenregen
Paris Saint-Germain won op zaterdag 30 mei 2015 de Coupe de France door met 1-0 te winnen van AJ Auxerre. Het zorgde daarom voor een unicum in het Franse voetbal, omdat de club dat seizoen ook al de Trophée des Champions, de Coupe de la Ligue en het Franse landskampioenschap binnenhaalde. Dit maakte van Paris Saint-Germain de eerste Franse club ooit die in een seizoen alle vier deze prijzen won. Deze prestatie werd in 2016 herhaald.
Op 13 maart 2016 legde Paris Saint-Germain voor de zesde keer beslag op de Franse titel. De oppermachtige ploeg van hoofdtrainer Laurent Blanc won met maar liefst 9-0 bij hekkensluiter Troyes. Met nog acht speelronden te gaan had PSG een voorsprong van 25 punten op nummer twee AS Monaco. PSG vestigde met het kampioenschap een record. Nooit eerder werd een club uit een van de grote vijf Europese competities (Frankrijk, Engeland, Spanje, Duitsland en Italië) zo vroeg in het seizoen kampioen. Voor PSG betekende het de vierde titel op rij.
Op 14 februari 2017 nam Paris Saint-Germain het op tegen FC Barcelona in de achtste finales van de UEFA Champions League. PSG won de heenwedstrijd met 4-0. Na de wedstrijd zorgden de spelers van PSG voor ophef en consternatie door provocerende foto's te maken waarin ze vier vingers de lucht in staken. De terugwedstrijd in Camp Nou werd een ware slachtpartij. Barcelona won met 6-1 en bereikte daarop de kwartfinale.
Paris Saint-Germain wist de landstitel niet te prolongeren in het seizoen 2016/17. De financiële overmacht was niet voldoende om AS Monaco af te schudden. De ploeg van Leonardo Jardim was de voetbaljaargang nog aarzelend begonnen met een 2-2 gelijkspel tegen Guingamp, maar daarna zette AS Monaco een indrukwekkende serie neer met een 3-1 zege op PSG op 28 augustus als hoogtepunt. Het seizoen ging bij PSG de annalen in als een zwarte bladzijde, want de voetbalsters van PSG verloren de Champions League-finale van Olympique Lyon na strafschoppen (7-6). Katarzyna Kiedrzynek, de Poolse doelvrouw van PSG, miste de vijftiende strafschop.

#### Recordbedrag

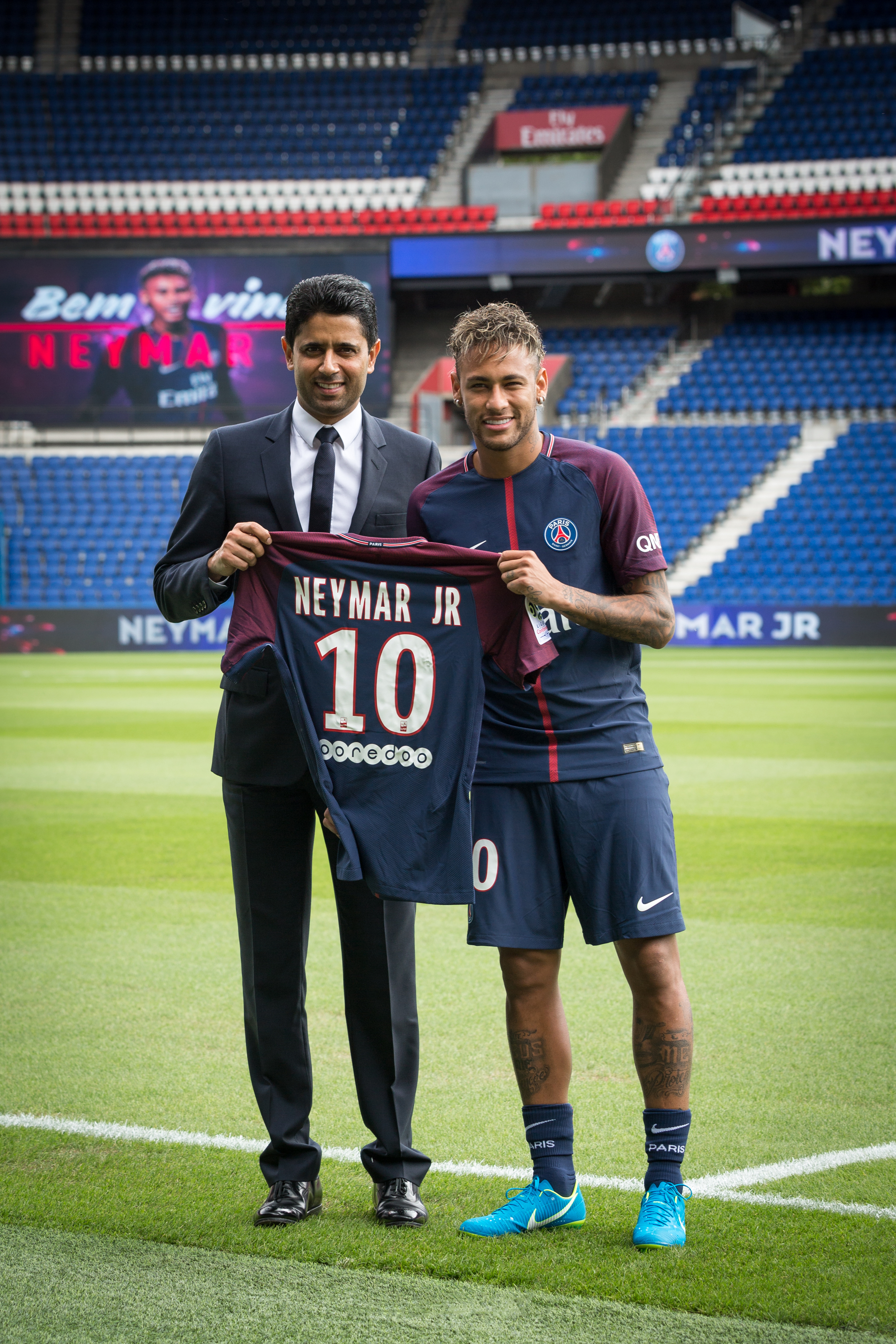
Neymar Jr. met Nasser Al Khelaifi in augustus 2017

Paris Saint-Germain weekte in augustus 2017 Neymar los van FC Barcelona door middel van een constructie ter waarde van 222 miljoen euro. In het contract van de Braziliaan stond een gelimiteerde afkoopsom die inhield dat hij voor dat bedrag weg mocht bij de Spaanse club. Een delegatie advocaten bood die som op 3 augustus 2017 aan bij FC Barcelona. Barça-directeur Òscar Grau ging akkoord. Dit maakte Neymar officieel transfervrij. Enkele uren later tekende hij een contract tot medio 2022 bij Paris Saint-Germain. De transfer maakte Neymar de duurste voetballer ooit. Het bedrag was meer dan een verdubbeling van het vorige record, de 105 miljoen euro die Manchester United in 2016 betaalde aan Juventus voor Paul Pogba.
Daarnaast verhuurde AS Monaco Kylian Mbappé in augustus 2017 voor een jaar aan Paris Saint-Germain. Deze huur was onderdeel van een constructie waarin de club het recht verwierf om hem daarna voor circa 175 miljoen euro definitief in te lijven. Zonder de geblesseerde Neymar verzekerde PSG zich op zondag 15 april 2018 van de vijfde landstitel sinds 2013. Dat deed de ploeg van trainer Unai Emery door voor eigen publiek met maar liefst 7-1 te winnen van titelverdediger AS Monaco. De treffers kwamen op naam van onder andere Ángel Di María en Giovani Lo Celso, die ieder twee doelpunten maakten.
Door alle investeringen die sinds de overname zijn gedaan heeft PSG zich ontwikkeld tot een zeer sterk team dat alle prijzen wist te winnen in eigen land. De beoogde winst van de UEFA Champions League werd in het seizoen 2024/25 behaald, door in de finale tegen Internazionale een recorduitslag van 5–0 neer te zetten. Eerder wist het in augustus 2020 de finale van dit toernooi te bereiken, maar toen verloor het van Bayern München.

## Erelijst

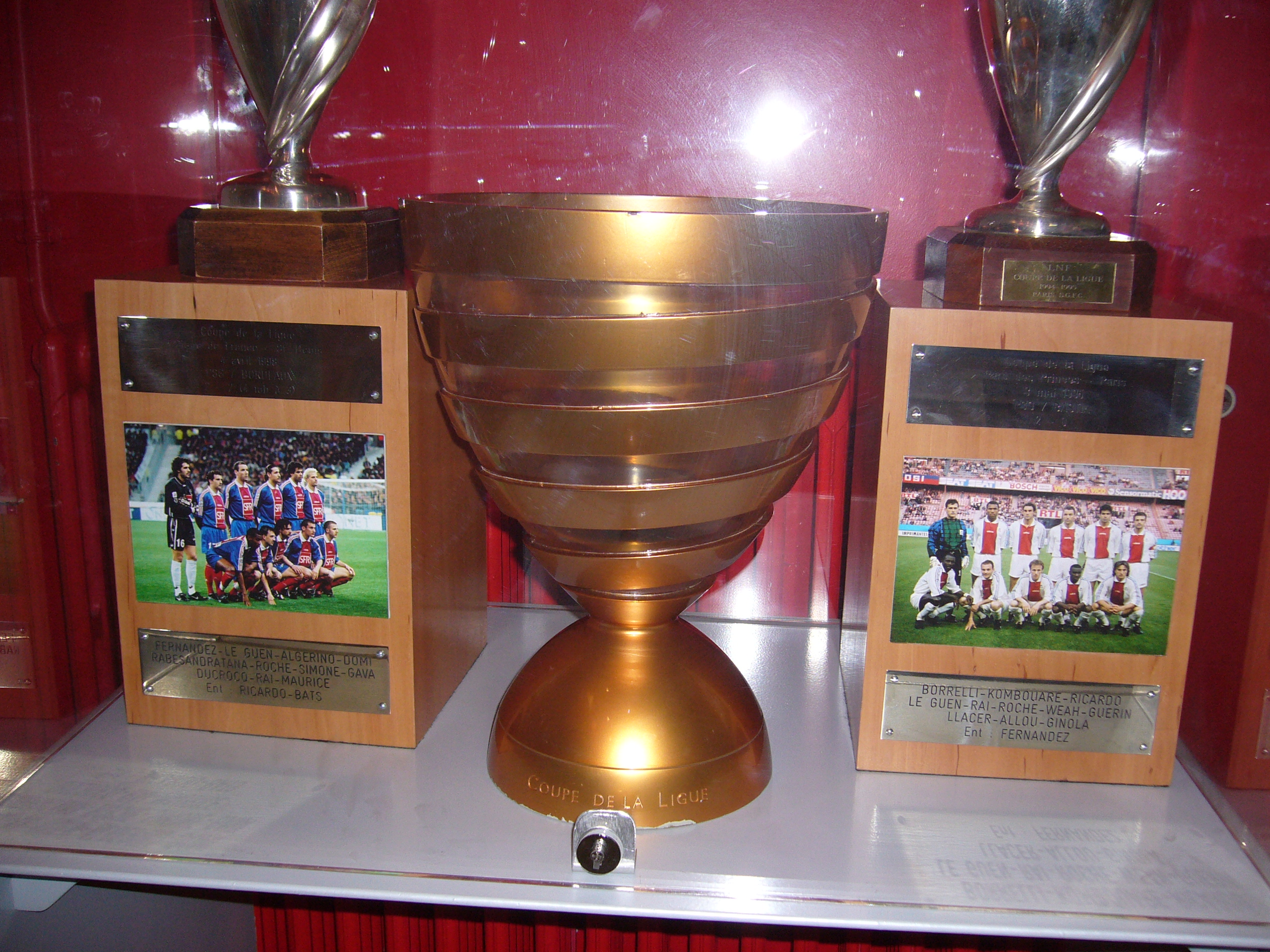
Coupe de la Ligue in de prijzenkast.

| Internationaal        |     |                                                                                                |
| UEFA Champions League | 1x  | 2025                                                                                           |
| UEFA Cup Winners' Cup | 1x  | 1996                                                                                           |
| UEFA Super Cup        | 1x  | 2025                                                                                           |
| UEFA Intertoto Cup    | 1x  | 2001                                                                                           |
| Nationaal             |     |                                                                                                |
| Division 1/Ligue 1    | 13x | 1986, 1994, 2013, 2014, 2015, 2016, 2018, 2019, 2020, 2022, 2023, 2024, 2025                   |
| Coupe de France       | 16x | 1982, 1983, 1993, 1995, 1998, 2004, 2006, 2010, 2015, 2016, 2017, 2018, 2020, 2021, 2024, 2025 |
| Coupe de la Ligue     | 9x  | 1995, 1998, 2008, 2014, 2015, 2016, 2017, 2018, 2020                                           |
| Trophée des Champions | 13x | 1995, 1998, 2013, 2014, 2015, 2016, 2017, 2018, 2019, 2020, 2022, 2023, 2024                   |
| Division 2            | 1x  | 1970/71                                                                                        |

## Sponsoren
| Periode   | Kledingsponsor | Shirtsponsor                 |
| --------- | -------------- | ---------------------------- |
| 1970–1972 | Le Coq Sportif | –                            |
| 1972–1973 | Le Coq Sportif | Montreal                     |
| 1973–1974 | Le Coq Sportif | Canada Dry                   |
| 1974–1975 | Le Coq Sportif | RTL                          |
| 1975–1976 | Adidas/Kopa    | RTL                          |
| 1976–1977 | Le Coq Sportif | RTL                          |
| 1977–1978 | Pony           | RTL                          |
| 1978–1986 | Le Coq Sportif | RTL                          |
| 1986–1988 | Adidas         | RTL/Canal+                   |
| 1988–1989 | Adidas         | RTL/La Cinq 5                |
| 1989–1990 | Nike           | RTL/TDK                      |
| 1990–1991 | Nike           | RTL/Alain Afflelou           |
| 1991–1992 | Nike           | Commodore/Müller             |
| 1992–1993 | Nike           | Commodore/Tourtel            |
| 1993–1994 | Nike           | Commodore/Tourtel/Amiga/Seat |
| 1994–1995 | Nike           | Seat/Tourtel/Lipton          |
| 1995–2002 | Nike           | Opel/Corsa                   |
| 2002–2006 | Nike           | Thomson                      |
| 2006–2019 | Nike           | Emirates                     |
| 2019–2022 | Nike           | Accor Live Limitless         |
| 2022–0000 | Nike           | Qatar Airways                |

## Stadion

### Parc des Princes
Sinds 1974 is het Parc des Princes de thuisbasis van Paris Saint-Germain. Het stadion werd gebouwd naar ontwerp van Roger Taillibert en biedt plaats aan 47.428 toeschouwers. Parc des Princes is eigendom van de gemeente Parijs. Lange tijd werd het stadion ook gebruikt door het Frans voetbalelftal, maar die spelen sinds 1998 in het Stade de France in de Parijse voorstad Saint-Denis.

### Nieuw stadion
Clubeigenaar Qatar Sports Investments was voornemens om Parc des Princes over te nemen om het vervolgens te verbouwen en uit te breiden. Het wist echter geen deal te sluiten met de stad Parijs, die eigenaar is van het stadion, waardoor het zich genoodzaakt voelt om een nieuw stadion elders in de stad te gaan ontwikkelen.

## Trainingscomplex

### Camp des Loges
Tussen 1970 en 2023 was Camp des Loges in Saint-Germain-en-Laye het trainingscomplex van het eerste elftal. De jeugdelftallen en het vrouwenelftal bleven nog een jaar langer gebruik maken van de faciliteiten.

### Campus PSG
Alle trainingsactiviteiten werden verplaatst naar een hypermodern, nieuw trainingscomplex in Poissy. Ook andere afdelingen van de club, zoals handbal en judo, beschikken op het complex over hun eigen faciliteiten. Het trainingscomplex beschikt ook over een stadion dat plaats biedt aan 5.000 toeschouwers, onder andere voor Paris Saint-Germain Onder–19 in de UEFA Youth League en wedstrijden van het vrouwenelftal.

## Eerste elftal

### Selectie
| Nr.           | Naam                 | Nationaliteit | Sinds | Contract | Vorige club         |
| ------------- | -------------------- | ------------- | ----- | -------- | ------------------- |
| Doelmannen    |                      |               |       |          |                     |
| 1             | Gianluigi Donnarumma | Italië        | 2021  | 2026     | AC Milan            |
| 39            | Matvej Safonov       | Rusland       | 2024  | 2029     | FK Krasnodar        |
| 70            | Lucas Lavallée       | Frankrijk     | 2022  | 2026     | USL Dunkerque       |
| 80            | Arnau Tenas          | Spanje        | 2023  | 2026     | Barcelona B         |
| Verdedigers   |                      |               |       |          |                     |
| 2             | Achraf Hakimi        | Marokko       | 2021  | 2026     | Inter Milan         |
| 3             | Presnel Kimpembe     | Frankrijk     | 2015  | 2026     | Eigen jeugd         |
| 5             | Marquinhos           | Brazilië      | 2013  | 2028     | AS Roma             |
| 21            | Lucas Hernandez      | Frankrijk     | 2023  | 2028     | Bayern München      |
| 25            | Nuno Mendes          | Portugal      | 2022  | 2026     | Sporting CP         |
| 26            | Nordi Mukiele        | Frankrijk     | 2022  | 2027     | RB Leipzig          |
| 35            | Lucas Beraldo        | Brazilië      | 2024  | 2028     | São Paulo           |
| 37            | Milan Škriniar       | Slowakije     | 2023  | 2028     | Inter Milan         |
| 51            | Willian Pacho        | Ecuador       | 2024  | 2029     | Eintracht Frankfurt |
| Middenvelders |                      |               |       |          |                     |
| 8             | Fabián Ruiz          | Spanje        | 2022  | 2027     | Napoli              |
| 15            | Danilo Pereira       | Portugal      | 2021  | 2025     | FC Porto            |
| 17            | Vitinha              | Portugal      | 2022  | 2027     | FC Porto            |
| 20            | Gabriel Moscardo     | Brazilië      | 2024  | 2028     | Corinthians         |
| 28            | Carlos Soler         | Spanje        | 2022  | 2027     | Valencia            |
| 33            | Warren Zaïre-Emery   | Frankrijk     | 2022  | 2025     | Eigen jeugd         |
| 87            | João Neves           | Portugal      | 2024  | 2029     | Benfica             |
| Aanvallers    |                      |               |       |          |                     |
| 9             | Gonçalo Ramos        | Portugal      | 2023  | 2024     | Benfica             |
| 10            | Ousmane Dembélé      | Frankrijk     | 2023  | 2028     | Barcelona           |
| 11            | Marco Asensio        | Spanje        | 2023  | 2026     | Real Madrid         |
| 19            | Lee Kang-in          | Zuid-Korea    | 2023  | 2028     | RCD Mallorca        |
| 23            | Randal Kolo Muani    | Frankrijk     | 2023  | 2028     | Eintracht Frankfurt |
| 29            | Bradley Barcola      | Frankrijk     | 2023  | 2028     | Olympique Lyon      |

Laatste update: 15 augustus 2024.

### Staf
| Naam              | Nationaliteit | Functie           | Sinds | Contract | Vorige club    |
| ----------------- | ------------- | ----------------- | ----- | -------- | -------------- |
| Luis Enrique      | Spanje        | Hoofdtrainer      | 2023  | 2025     | Spanje         |
| Rafel Pol         | Spanje        | Assistent-trainer | 2023  | 2025     | Spanje         |
| Guillem Folguera  | Spanje        | Assistent-trainer | 2023  | 2025     | Spanje         |
| Borja Buedo       | Spanje        | Keeperstrainer    | 2023  | 2025     |                |
| Nicolas Cousin    | Frankrijk     | Keeperstrainer    | 2024  |          |                |
| Pedro Gómez       | Spanje        | Conditietrainer   | 2022  | 2025     | Granada        |
| Vincent Brunet    | Frankrijk     | Video-analist     | 2018  |          | Olympique Lyon |
| Antoine Guillotin | Frankrijk     | Video-analist     | 2020  |          |                |
| Quentin Billy     | Frankrijk     | Video-analist     | 2019  |          |                |

Laatste update: 29 december 2023.

## Overzichtslijsten

### Eindklasseringen
- 1957 1e
Niveau 4
- 1958 4e
Niveau 3
- 1959 7e
Niveau 3
- 1960 8e
Niveau 3
- 1961 7e
Niveau 3
- 1962 8e
Niveau 3
- 1963 7e
Niveau 3
- 1964 6e
Niveau 3
- 1965 10e
Niveau 3
- 1966 10e
Niveau 3
- 1967 8e
Niveau 3
- 1968 8e
Niveau 3
- 1969 3e
Niveau 3
- 1970 3e
Niveau 3
- 1971 1e
Division Interrégionale
- 1972 16e
Division Nationale
- 1973 2e
Division 3
- 1974 2e
Division 2
- 1975 15e
Division 1
- 1976 14e
Division 1
- 1977 9e
Division 1
- 1978 11e
Division 1
- 1979 13e
Division 1
- 1980 7e
Division 1
- 1981 5e
Division 1
- 1982 7e
Division 1
- 1983 3e
Division 1
- 1984 4e
Division 1
- 1985 13e
Division 1
- 1986 1e
Division 1
- 1987 7e
Division 1
- 1988 15e
Division 1
- 1989 2e
Division 1
- 1990 5e
Division 1
- 1991 9e
Division 1
- 1992 3e
Division 1
- 1993 2e
Division 1
- 1994 1e
Division 1
- 1995 3e
Division 1
- 1996 2e
Division 1
- 1997 2e
Division 1
- 1998 8e
Division 1
- 1999 9e
Division 1
- 2000 2e
Division 1
- 2001 9e
Division 1
- 2002 4e
Division 1
- 2003 11e
Ligue 1
- 2004 2e
Ligue 1
- 2005 9e
Ligue 1
- 2006 9e
Ligue 1
- 2007 15e
Ligue 1
- 2008 16e
Ligue 1
- 2009 6e
Ligue 1
- 2010 13e
Ligue 1
- 2011 4e
Ligue 1
- 2012 2e
Ligue 1
- 2013 1e
Ligue 1
- 2014 1e
Ligue 1
- 2015 1e
Ligue 1
- 2016 1e
Ligue 1
- 2017 2e
Ligue 1
- 2018 1e
Ligue 1
- 2019 1e
Ligue 1
- 2020 1e
Ligue 1
- 2021 2e
Ligue 1
- 2022 1e
Ligue 1
- 2023 1e
Ligue 1
- 2024 1e
Ligue 1
- 2025 1e
Ligue 1

- Niveau 1
- Niveau 2
- Niveau 3
- Niveau 4

| Seizoen   | №  | Clubs | Divisie    | Duels | Winst | Gelijk | Verlies | Doelsaldo | Punten | Tsch   |
| --------- | -- | ----- | ---------- | ----- | ----- | ------ | ------- | --------- | ------ | ------ |
| 2000–2001 | 9  | 18    | Division 1 | 34    | 12    | 8      | 14      | 44–45     | 44     | 42.759 |
| 2001–2002 | 4  | 20    | Division 1 | 38    | 15    | 13     | 6       | 43–24     | 58     | 41.040 |
| 2002–2003 | 11 | 20    | Ligue 1    | 38    | 14    | 12     | 12      | 47–36     | 54     | 38.481 |
| 2003–2004 | 2  | 20    | Ligue 1    | 38    | 22    | 10     | 6       | 50–28     | 76     | 38.810 |
| 2004–2005 | 9  | 20    | Ligue 1    | 38    | 12    | 15     | 11      | 40–41     | 51     | 35.401 |
| 2005–2006 | 9  | 20    | Ligue 1    | 38    | 13    | 13     | 12      | 44–38     | 52     | 40.486 |
| 2006–2007 | 15 | 20    | Ligue 1    | 38    | 12    | 12     | 14      | 42–42     | 48     | 36.361 |
| 2007–2008 | 16 | 20    | Ligue 1    | 38    | 10    | 13     | 15      | 37–45     | 43     | 36.947 |
| 2008–2009 | 6  | 20    | Ligue 1    | 38    | 19    | 7      | 12      | 49–38     | 64     | 40.902 |
| 2009–2010 | 13 | 20    | Ligue 1    | 38    | 12    | 11     | 15      | 50–46     | '47    | 33.266 |
| 2010–2011 | 4  | 20    | Ligue 1    | 38    | 15    | 15     | 8       | 56–41     | 60     | 29.317 |
| 2011–2012 | 2  | 20    | Ligue 1    | 38    | 23    | 10     | 5       | 75–41     | 79     | 42.892 |
| 2012–2013 |    | 20    | Ligue 1    | 38    | 25    | 8      | 5       | 69–23     | 83     | 43.239 |
| 2013–2014 |    | 20    | Ligue 1    | 38    | 27    | 8      | 3       | 84–23     | 89     | 45.420 |
| 2014–2015 |    | 20    | Ligue 1    | 38    | 24    | 11     | 3       | 83–36     | 83     | 45.789 |
| 2015–2016 |    | 20    | Ligue 1    | 38    | 30    | 6      | 2       | 102–19    | 96     | 46.160 |
| 2016–2017 | 2  | 20    | Ligue 1    | 38    | 27    | 6      | 5       | 83–27     | 87     | 45.306 |
| 2017–2018 |    | 20    | Ligue 1    | 38    | 29    | 6      | 3       | 108–29    | 93     | 46.862 |
| 2018–2019 |    | 20    | Ligue 1    | 38    | 29    | 4      | 5       | 105–35    | 91     | 46.911 |
| 2019–2020 |    | 20    | Ligue 1    | 27    | 22    | 2      | 3       | 75–24     | 68     | 47.554 |
| 2020–2021 | 2  | 20    | Ligue 1    | 38    | 26    | 4      | 8       | 86–28     | 82     | 435    |
| 2021–2022 |    | 20    | Ligue 1    | 38    | 26    | 8      | 4       | 90–36     | 86     | 41.589 |
| 2022–2023 |    | 20    | Ligue 1    | 38    | 27    | 4      | 7       | 89–40     | 85     |        |
| 2023–2024 |    | 18    | Ligue 1    | 34    | 22    | 10     | 2       | 81–33     | 76     |        |
| 2024–2025 |    | 18    | Ligue 1    | 34    | 26    | 6      | 2       | 92–35     | 84     |        |

### PSG in Europa
Paris Saint-Germain speelt sinds 1982 in diverse Europese competities. Hieronder staan de competities en in welke seizoenen de club deelnam. Vet gedrukt staan de edities die zijn gewonnen door Paris St-Germain.
- Champions League (18x)

1994/95, 1997/98, 2000/01, 2004/05, 2012/13, 2013/14, 2014/15, 2015/16, 2016/17, 2017/18, 2018/19, 2019/20, 2020/21, 2021/22, 2022/23, 2023/24, 2024/25, 2025/26
- Europacup I (1x)

1986/87
- Europa League (2x)

2010/11, 2011/12
- Europacup II (6x)

1982/83, 1983/84, 1993/94, 1995/96, 1996/97, 1998/99
- UEFA Cup (7x)

1984/85, 1989/90, 1992/93, 2001/02, 2002/03, 2006/07, 2008/09
- UEFA Super Cup (1x)

1996
- Intertoto Cup (1x)

2001
Bijzonderheden Europese competities:
| Bijzonderheid                 | Datum      | Tegenstander   | Uitslag | Plaats    | Naam          | Aantal |
| ----------------------------- | ---------- | -------------- | ------- | --------- | ------------- | ------ |
| Hoogste overwinning           | 19-02-2025 | Stade Brestois | 7-0     | Parijs    |               |        |
| Hoogste nederlaag             | 08-03-2017 | FC Barcelona   | 1-6     | Barcelona | La Remontada  |        |
| Speler met meeste wedstrijden | 13-08-2025 |                |         |           | Marquinhos    | 106    |
| Speler met meeste doelpunten  | 16-04-2024 |                |         |           | Kylian Mbappé | 42     |

UEFA Club Ranking: 5 (07-07-2025)

## Bekende (oud-)Parisiens

### Spelers
- Dani Alves
- Nicolas Anelka
- David Beckham
- Alex Rodrigo Dias da Costa
- Grégory Coupet
- Ousmane Dembélé
- Raymond Domenech
- Gianluigi Donnarumma
- Ludovic Giuly
- Achraf Hakimi
- Gabriel Heinze
- Lucas Hernandez
- Zlatan Ibrahimović
- Mateja Kezman
- Presnel Kimpembe
- Randal Kolo Muani
- Claude Makélélé
- Blaise Matuidi
- Maxwell
- Kylian Mbappé
- Lionel Messi
- Neymar
- Adrien Rabiot
- Sergio Ramos
- Ronaldinho
- Fabián Ruiz
- Thiago Silva
- Milan Škriniar
- Marco Verratti
- George Weah
- Gregory van der Wiel
- Chvitsja Kvaratschelia

### Trainers
- Carlo Ancelotti
- Laurent Blanc
- Unai Emery
- Luis Enrique
- Luis Fernández
- Christophe Galtier
- Gérard Houllier
- Paul Le Guen
- Mauricio Pochettino
- Thomas Tuchel